# Кокс, Тед
Уильям Тед Кокс (англ. William Ted Cox, 24 января 1955, Оклахома-Сити, Оклахома — 11 марта 2020, Мидуэст-Сити, там же) — американский бейсболист, игрок третьей базы. Выступал в Главной лиге бейсбола с 1977 по 1981 год.

## Биография
Уильям Тед Кокс родился 24 января 1955 в Оклахома-Сити. Он один из двух детей в семье Уильяма и Эрнестины Кокс. Его отец работал управляющим складом, мать была секретарём управления школ округа. В возрасте семи лет Тед начал заниматься спортом, играл в баскетбол, американский футбол, но в итоге остановился на бейсболе. Родители поощряли его занятия, отец помогал тренировать его детские команды. Кокс начинал играть на месте шортстопа, во время учёбы в школе его включали в символическую сборную звёзд школьного бейсбола. В 1973 году на драфте Главной лиги бейсбола «Бостон Ред Сокс» выбрали Теда в первом раунде под общим семнадцатым номером.
Профессиональную карьеру Кокс начал в составе фарм-клуба «Ред Сокс» в Лиге Нью-Йорка и Пенсильвании «Элмайра Пионирс». Он сыграл в 58 матчах сезона, отбивая с показателем 29,3 %, и набрал 24 RBI. Весной 1974 года он женился на Дебби Пуллиам, с которой прожил всю оставшуюся жизнь. После свадьбы Тед был отправлен во Флоридскую лигу и провёл сезон в составе «Уинтер-Хейвен Ред Сокс», сыграв в 103 матчах с эффективностью отбивания 24,4 %. В 1975 году его перевели на позицию игрока третьей базы. Этот сезон Кокс отыграл на уровне A-лиги за Уинстон-Сейлем Ред Сокс. В 137 матчах регулярного чемпионата его показатель эффективности составил 30,5 %, Тед записал на свой счёт 10 хоум-ранов и 80 RBI. После удачного сезона его включили в расширенный состав «Ред Сокс».
Продвижение в системе клуба он продолжил в 1976 году. На уровне AA-лиги Кокс играл за «Бристол Ред Сокс», ещё через год в AAA-лиге он выходил на поле в составе «Потакет Ред Сокс». В 1977 году он провёл один из лучших сезонов в своей карьере, установив личные рекорды по количеству хоум-ранов и RBI. При этом Тед был вынужден пропустить семь недель из-за травмы колена. Вместе с командой он дошёл до финала плей-офф Международной лиги, а после его окончания Кокс получил вызов в основной состав «Бостона». В своей дебютной игре в Главной лиге бейсбола он выбил шесть хитов в шести выходах на биту, чего ранее не удавалось сделать ни одному новичку в истории. Всего же до конца чемпионата Тед сыграл в тринадцати матчах с эффективностью 36,2 %. В семи из этих матчей он выбивал больше одного хита. Ред Сокс финишировали на втором месте в Американской лиге. После этого Кокс уехал играть в Зимнюю лигу в Доминиканскую республику. Там он играл за «Леонес дель Эскохидо» и стал лучшим отбивающим сезона с показателем 32,0 %.
Однако, в «Ред Сокс» его не рассматривали как игрока основного состава. На третьей базе постоянно играл Бутч Хобсон, на первой — Джордж Скотт. Кроме того, Кокс плохо играл в защите. В младших лигах его надёжность при игре на базе составляла всего 93,3 %. Агент игрока Тони Пенаккиа в феврале 1978 года заявил, что его клиент не намерен больше играть в фарм-клубах. Тридцатого марта Кокса обменяли в «Кливленд Индианс».
В 1978 году Тед провёл в составе «Индианс» 82 матча. В большей их части он выходил на место левого аутфилдера и испытывал дискомфорт из-за непривычной позиции. Его итоговый показатель отбивания составил 23,3 %, он набрал всего 19 RBI. Зимой он уехал играть в Пуэрто-Рико, где стал лучшим отбивающим чемпионата. В следующем сезоне тренеры «Кливленда» чаще задействовали Кокса на третьей базе, но и там он не был игроком основного состава. При этом в прессе отметили, что «Индианс» побеждают чаще, когда он выходит на привычной позиции. Часть сезона Теду пришлось пропустить из-за болей в ноге, а в октябре он перенёс операцию. Так и не найдя ему постоянного места на поле, в декабре 1979 года «Кливленд» обменял его в «Сиэтл Маринерс».
Сезон 1980 года стал для Кокса лучшим в Главной лиге бейсбола. Он сыграл 83 матча на третьей базе, отбивал с показателем 24,3 % и сделал 23 рана. Однако, зимой ему сделали операцию на локте, а чуть ранее «Маринерс» подписали контракт с третьим базовым Мэнни Кастильо. В результате, после весенних сборов 1981 года Тед был выставлен на драфт отказов. В апреле и мае он сыграл 25 матчей в AAA-лиге за «Спокан Индианс», а затем перешёл в систему «Торонто Блю Джейс». Он сыграл 59 матчей в составе «Ноксвилл Блю Джейс», а в сентябре был приглашён в основной состав «Торонто». За команду он провёл 16 игр, отбивая с эффективностью 30,0 %. Это были его последние матчи в лиге. Весной 1982 года Блю Джейс отчислили Кокса. Он недолго поиграл в Мексиканской лиге за «Дьяблос Рохос дель Мехико», а затем завершил карьеру.
Закончив играть, Тед вернулся в Оклахому. Несколько лет он проработал в школе, тренировал команды Американского легиона, помогал своему бывшему тренеру в университете Оклахома-Сити. В 1985 году он открыл свой тренировочный центр. С 1997 года Кокс работал на руководящей должности в United States Specialty Sports Association, организации, управляющей молодёжными соревнованиями в различных видах спорта.
В начале 2020 года ему диагностировали множественную миелому. Одиннадцатого марта 2020 года Тед Кокс скончался в хосписе в Мидуэст-Сити в возрасте 65 лет.